# Altensteinia boliviensis
Altensteinia boliviensis är en orkidéart som beskrevs av Robert Allen Rolfe och Henry Hurd Rusby. Altensteinia boliviensis ingår i släktet Altensteinia och familjen orkidéer. Inga underarter finns listade i Catalogue of Life.